# Bundesaufsichtsamt für Flugsicherung
Das Bundesaufsichtsamt für Flugsicherung (BAF) ist eine deutsche Bundesoberbehörde im Geschäftsbereich des Bundesministeriums für Verkehr (BMV) und hat seinen Dienstsitz in Langen (Hessen).  Das BAF nimmt neben den ihm im Luftverkehrsgesetz zugewiesenen Aufgaben weitere dem Bund obliegende Flugsicherungsaufgaben im Rahmen des einheitlichen europäischen Luftraumes (Single European Sky - SES) wahr. Schwerpunkt ist dabei die Zertifizierung und Überwachung der zivilen Flugsicherungsorganisationen sowie die Lizenzierung von Flugsicherungspersonal. Es arbeitet eng mit dem Luftfahrtamt der Bundeswehr als Aufsichtsbehörde über die militärische Flugsicherung zusammen.

## Gründungsgeschichte
Die Gründung des BAF geht ursprünglich zurück auf den Entwurf eines Gesetzes zur Neuregelung der Flugsicherung, das die Bundesregierung am 14. Dezember 2005 in den Deutschen Bundestag einbrachte. Neben der Schaffung eines Bundesaufsichtsamtes für Flugsicherung und der damit verbundenen Übertragung der Aufsichtsaufgaben war die Ermöglichung einer Kapitalprivatisierung der DFS Deutsche Flugsicherung GmbH Schwerpunkt des Gesetzes.
Am 24. Oktober 2006 verweigerte Bundespräsident Horst Köhler dem Gesetz seine Unterschrift und begründete dies u. a. damit, dass grundgesetzlich eine bundeseigene Verwaltung im Bereich Flugsicherung vorgesehen war (Art. 87d Abs. 1 Satz 1GG-alt). Damit wurde zunächst nicht nur eine Kapitalprivatisierung - sondern Mangels Errichtungsgesetz auch die Gründung des BAF gestoppt. Dabei verrichtete der Aufbaustab in der Folge als Außenstelle des Referates LR 23 des damaligen Bundesministeriums für Verkehr, Bau- und Wohnungswesen seinen Dienst.
Am 4. August 2009 trat das Gesetz zur Errichtung eines Bundesaufsichtsamtes für Flugsicherung und zur Änderung und Anpassung weiterer Vorschriften in Kraft und damit formell das BAFals Bundesoberbehörde errichtet. Die offizielle Gründung erfolgte am 9. August 2009 und die Indienststellung am 18. September 2009 mit einem Festakt am Dienstsitz in Langen in Anwesenheit des seinerzeitigen Bundesministers für Verkehr, Bau und Stadtentwicklung, Wolfgang Tiefensee. Erster Leiter der Behörde war Nikolaus Herrmann, sein Nachfolger wurde am 2. November 2020 Karsten Baumann.

## Organisation und Aufgaben
Das Bundesaufsichtsamt besteht aus fünf Referaten, einem zivil-militärischen Verbindungsbüro und einem Leitungsstab mit den Schwerpunkten (internationale) Koordination und Presse-/Öffentlichkeitsarbeit.
Die Aufgaben der Referate im Einzelnen:
- Sicherheitsaufsicht über Flugsicherungsorganisationen und Flugsicherungspersonal (SOP)
  - Zertifizierung von Flugsicherungsorganisationen
  - Zertifizierung von Ausbildungsorganisationen
  - Zertifizierung von Ausbildungsstätten
  - Zertifizierung und Beauftragung von „Qualifizierten Stellen“
  - Durchführung von Audits und Inspektionen
  - Melde- und Berichtswesen für sicherheitsrelevante Vorfälle
  - Registrierung und Genehmigung von Änderungen an funktionalen Systemen
  - Aufsicht über Ausbildungsstätten für das sonstige Flugsicherungsbetriebspersonal und Flugsicherungstechnischem Personal
  - Aufsicht über Ausbildungsorganisationen für Fluglotsen
  - Lizenzierung von erlaubnispflichtigem Personal in der Flugsicherung
  - Anerkennung von flugmedizinischen Zentren und Flugmedizinern

- Sicherheitsaufsicht Technik (ST)
  - Prüfen und Bekanntgabe von Anlagenschutzbereichen für flugsicherungstechnische Einrichtungen nach § 18a LuftVG
  - Prüfen und Erstellung von Bescheiden für Bauvorhaben nach § 18b LuftVG
  - Prüfung von EG-Prüferklärungen nach Verordnung (EG) Nr. 552/2004
  - Überwachung der Einhaltung von EU-Verordnungen (Compliance Monitoring)
  - Mitwirkung bei Konsultationsprozessen europäischer Verordnungen und Richtlinien
  - Erlass von Rechtsverordnungen zur Überwachung von Flugvermessungsanbietern
  - Überprüfung von Flugvermessungsunternehmen
  - Aeronautisches Frequenzmanagement, Verwaltung der Flugfunkfrequenzen
  - Vertretung der deutschen Interessen in nationalen und internationalen Gremien für aeronautisches Frequenzmanagement
  - Musterzulassungen nach der Flugsicherungs-Anlagen und Geräte-Musterzulassungs-Verordnung (FSMusterzulV)
- Wirtschaftsaufsicht (WA)
  - Leistungsplanung und -aufsicht einschließlich des Berichtswesens und der damit zusammenhängenden Nutzerkonsultationen,
  - Festlegung von Flugsicherungsgebühren,
  - Sicherstellung der vollständigen Gebührenfinanzierung der staatlichen Beteiligten im Bereich der Flugsicherung („Abrechnungsstelle“),
  - Überprüfung der wirtschaftlichen Leistungsfähigkeit von Flugsicherungsorganisationen im Rahmen der allgemeinen Sicherheitsaufsicht der Behörde sowie
  - Begleitung der Weiterentwicklung internationaler Regelungen sowie Gesetzgebungsverfahren in Zusammenhang mit den EU-Verordnungen zur Leistungsplanung

- Luftraum, Flugverfahren und Recht (LFR)
  - Sachgebiet Luftraum, Flugverfahren
    - Festlegung von Flugverfahren und Einvernehmenserteilung bei temporären Flugverfahrensfestlegungen
    - Erteilung von Durchfluggenehmigungen für Flugbeschränkungsgebiete
    - Prüfen von Schutzbereichen, die von Hindernissen für die Einrichtung und Überwachung von Flugverfahren freizuhalten sind (§18b LuftVG)
    - Prüfung von Anträgen für Bauvorhaben nach § 18b LuftVG

  - Sachgebiet Recht und Sanktionen
    - Verfolgung von Ordnungswidrigkeiten bei Regelverstößen im Luftverkehr
    - Rechtliche Vertretung des BAF sowie interne Beratung und Unterstützung in Rechtsfragen (Justiziariat)
    - Veröffentlichung und Bekanntmachungen des BAF in den Nachrichten für Luftfahrer (NfL)

- Zentrale Verwaltung (ZV) mit den Aufgaben Organisation, Personal, Haushalt und innerer Dienst

## Zivil-militärische Zusammenarbeit
Am 20. Juli 2015 wurde in Langen (Hessen) im Rahmen eines Festaktes das Rahmenabkommen zwischen dem Bundesaufsichtsamt für Flugsicherung (BAF) und dem Luftfahrtamt der Bundeswehr (LufABw) unterzeichnet. Der damalige Direktor des BAF, Nikolaus Herrmann, und der damalige Amtschef des LufABw, Generalmajor Ansgar Rieks, unterzeichneten im Beisein von weiteren Vertretern beider Behörden das Dokument über die künftige Zusammenarbeit.
Das am Standort des BAF in Langen angesiedelte, aber (auch) organisatorisch in das LufABw eingegliederte Verbindungsbüro Militärische Flugsicherung der Bundeswehr (VBB) steht sowohl allen BAF-Referaten als auch der Bundeswehr als zentraler Ansprechpartner für Themen rund um die zivil-militärische Zusammenarbeit im Bereich der Flugsicherung zur Verfügung.

## Rechtliche Grundlagen (Auswahl)

### Allgemeine Regelungen
- Gesetz über die Errichtung des Bundesaufsichtsamtes für Flugsicherung
- Luftverkehrsgesetz (insb. 5. und 7. Unterabschnitt)
- Verordnung (EG) Nr. 549/2004 (Rahmenverordnung)
- Verordnung (EG) Nr. 550/2004 (Flugsicherungsdienste-Verordnung)
- Verordnung (EG) Nr. 551/2004 (Luftraum-Verordnung)
- Verordnung (EG) Nr. 552/2004 (Interoperabilitäts-Verordnung)

### Anforderungen an Anbieter von Flugsicherungsdiensten und anderen überwachten Organisationen
- Verordnung (EU) 340/2015 zur Festlegung technischer Vorschriften und von Verwaltungsverfahren in Bezug auf Lizenzen und Bescheinigungen von Fluglotsen
- Durchführungsverordnung (EU) 2017/373 zur Festlegung gemeinsamer Anforderungen an Flugverkehrsmanagementanbieter und Anbieter von Flugsicherungsdiensten sowie sonstiger Funktionen des Flugverkehrsmanagementnetzes und die Aufsicht hierüber

### Regelungen zum Leistungssystems und der Gebührenregelung

#### RP 1
- Verordnung (EU) Nr. 1191/2010 i. d. F. der Verordnung (EU) Nr. 1191/2010 (Gebührenregelung)

#### RP 2
- Durchführungsverordnung (EU) 390/2013 (Leistungssystem)
- Durchführungsverordnung (EU) 391/2013 (Gebührenregelung)

#### RP3
- Durchführungsverordnung (EU) 2019/317 (Leistungssystem und Gebührenregelung)
- Durchführungsbeschluss (EU) 2019/903 (Festlegung der unionsweit geltenden Leistungsziele)
- Durchführungsverordnung (EU) 2020/1627 (Sondermaßnahmen aufgrund der COVID-19-Pandemie)

### Sonstige Regelungen
- Verordnung (EG) 2096/2005 (Festlegung gemeinsamer Anforderungen)
- Verordnung (EG) 2150/2005 (gemeinsame Regeln für die flexible Luftraumnutzung)